# Nataliya Kyshchuk
Natalya Kishchuk (nome original em ucraniano:  Наталія Кищук; também escrito como Natalya Kishchuk ou Наталья Кищук; nascida em 27 de maio de 1968) é uma ex-ciclista olímpica ucraniana. Kishchuk participou nos Jogos Olímpicos de Verão de 1992 e representou sua nação na edição de 1992, ambos na prova de estrada.